# ENARM Pentagun
A Pentagun é uma escopeta de cinco tiros fabricada pela empresa brasileira ENARM (Empresa Nacional de Armas). Possui tambor tipo revólver e só pode ser disparada em ação dupla. A passagem de gás entre o tambor e o cano é evitada por meio do cano móvel, que é puxado 1,5 mm para trás logo antes do disparo nas reentrâncias correspondentes no tambor. A escopeta utiliza uma configuração em linha reta (semelhante ao AR-15) para minimizar a elevação da boca do cano ao disparar.